# عقرب سوطي كلوجي
عقرب سوطي كلوجي (الاسم العلمي: Thelyphonus klugii) هي نوع من العنكبوتيات يتبع جنس العقرب السوطي من الفصيلة العقارب السوطية.